# Marsi Anikó
Marsi Anikó (Szolnok, 1975. február 6. –) magyar újságíró, televíziós műsorvezető.

## Életpályája
Marsi János és Székely Irén gyermekeként született.
Középiskolája a szolnoki Varga Katalin Gimnázium volt. Egyetemi tanulmányait a Színház- és Filmművészeti Egyetem (akkor Színház- és Filmművészeti Főiskola) tv-rendező-műsorvezető szakán végezte (1997), majd diplomát szerzett a Bárczi Gusztáv Gyógypedagógiai Főiskola pszichopedagógia szakán (1995), később pedig az ELTE Társadalomtudományi Kar szociológia szakán (2004).
1994–1996 között dolgozott a Magyar Televíziónál, a Múzsa, a Mákvirágok, a Vízöntő és a Kriminális című műsoraiban riporter. 1996–97-ben az Ablak című műsor szerkesztő-riportere, 1997-ben a Tonik felelős szerkesztője, 1997 szeptemberétől 2007-ig az RTL Klub Fókusz című műsorának munkatársa volt.
Egy időre eltűnt a képernyőről, majd a TV2 Tények című műsorában tért vissza, 2016-ban. 2018-ban és 2022-ben több TV2-s kollégájával egyetemben az országgyűlési választások előtt az Orbán Viktorra való szavazásra buzdított. 2018-ban a Nemzeti Választási Bizottság emiatt a TV2-t 3,45 millió forintra bírságolta, mivel a csatorna ezzel egyértelműen megsértette a médiatörvényt, az ugyanis kimondja, hogy a hírműsorban műsorvezetőként, hírolvasóként, tudósítóként rendszeresen közreműködő munkatárs politikai hírhez nem fűzhet véleményt, értékelő magyarázatot.
2025-ben az Orbán Viktor miniszterelnök által létrehozott Digitális Polgári Körhöz csatlakozott, ahol vezető pozíciót kapott, a női tagozat élére lett kinevezve.

## Magánélete
Batiz Andrással még a főiskolán került kapcsolatba, ami több évig tartott köztük. Aztán Papp Gergely volt a párja.  Első férje Palik László volt, 2006-ban és 2009-ben születtek gyermekeik, Vilmos és Vince. Évekre eltűntek a nyilvánosság elől, de 2016-ban felkérték a Tények egyik műsorvezetőjének, így a család visszaköltözött Magyarországra, 2021-ben elváltak. Majd 2022-férjhez ment Gyarmati Gáborhoz. 2023-ban Balatonfűzfőn egy régi házat vettek, amit saját kezűleg újítanak fel.

## Műsorai, munkái
- Múzsa (szerkesztő-riporter) (1994–1996)
- Kriminális (szerkesztő-riporter) (1994–1997)
- Úticél: Ásotthalom (1997) (rendező)
- Ablak (szerkesztő) (1996–1997)
- Fókusz (1997-2006, 2007 – 2009)
- Fókusz Plusz
- Egy nő igaz története (2007) (szereplő)
- A Nagy Tudáspróba, Az Ország Tesztje (műsorvezető)
- Az ország tesztje – A nagy évismétlés 2004. (műsorvezető)
- Tények (2016-)
- Dancing with the Stars (2020) (versenyző)
- Password – A jelszó (2025) (versenyző)